# Babka pisana
Babka pisana (Pomatoschistus pictus) – gatunek ryby okoniokształtnej z rodziny babkowatych (Gobiidae).

## Występowanie i środowisko
Babka pisana występuje we wschodnim Atlantyku, gdzie jest szeroko rozpowszechniona, od Trondheimsfjorden (Morze Norweskie) w Norwegii (według Reichholfa od Tromsø) po Wyspy Kanaryjskie. Spotykana w Morzu Śródziemnym, zarówno w jego zachodnim, jak i wschodnim basenie, choć w znacznym rozproszeniu (Zatoka Lwia, środkowy Adriatyk), a także w Morzu Marmara. Widywana w Morzu Bałtyckim, ale tylko wodach Cieśnin Duńskich. Zasięg jej występowania zamyka się w obszarze 65°N–27°N, 19°W–29°E, obejmując wody Norwegii, Wielkiej Brytanii, Wyspy Man, Guernsey i Jersey, Francji, Belgii, Holandii, Danii, Szwecji, Niemiec, Hiszpanii (w tym Wysp Kanaryjskich), Portugalii (w tym Madery), Włoch, Chorwacji, Grecji (choć jej obecność w Morzu Egejskim i u wybrzeży Krety jest kwestionowana) i Turcji. W podziale na regiony rybołówstwa FAO (ang. FAO Major Fishing Areas) notowana w regionach północno-wschodniego Atlantyku (21), środkowo-wschodniego Atlantyku (34) oraz Mórz Śródziemnego i Czarnego (37).
Jest rybą morską, prowadzącą denny tryb życia, właściwy dla całego podrzędu babkowców. Unika wód słonawych. Występuje na głębokości 1–55 m (według Reichholfa maksymalnie do 100 m), zazwyczaj jednak nie głębiej niż 50 m, przy dnie kamienistym, żwirowym lub piaszczystym. Młode osobniki żyją bliżej brzegu, często w nadbrzeżnych basenach pływowych.

## Morfologia

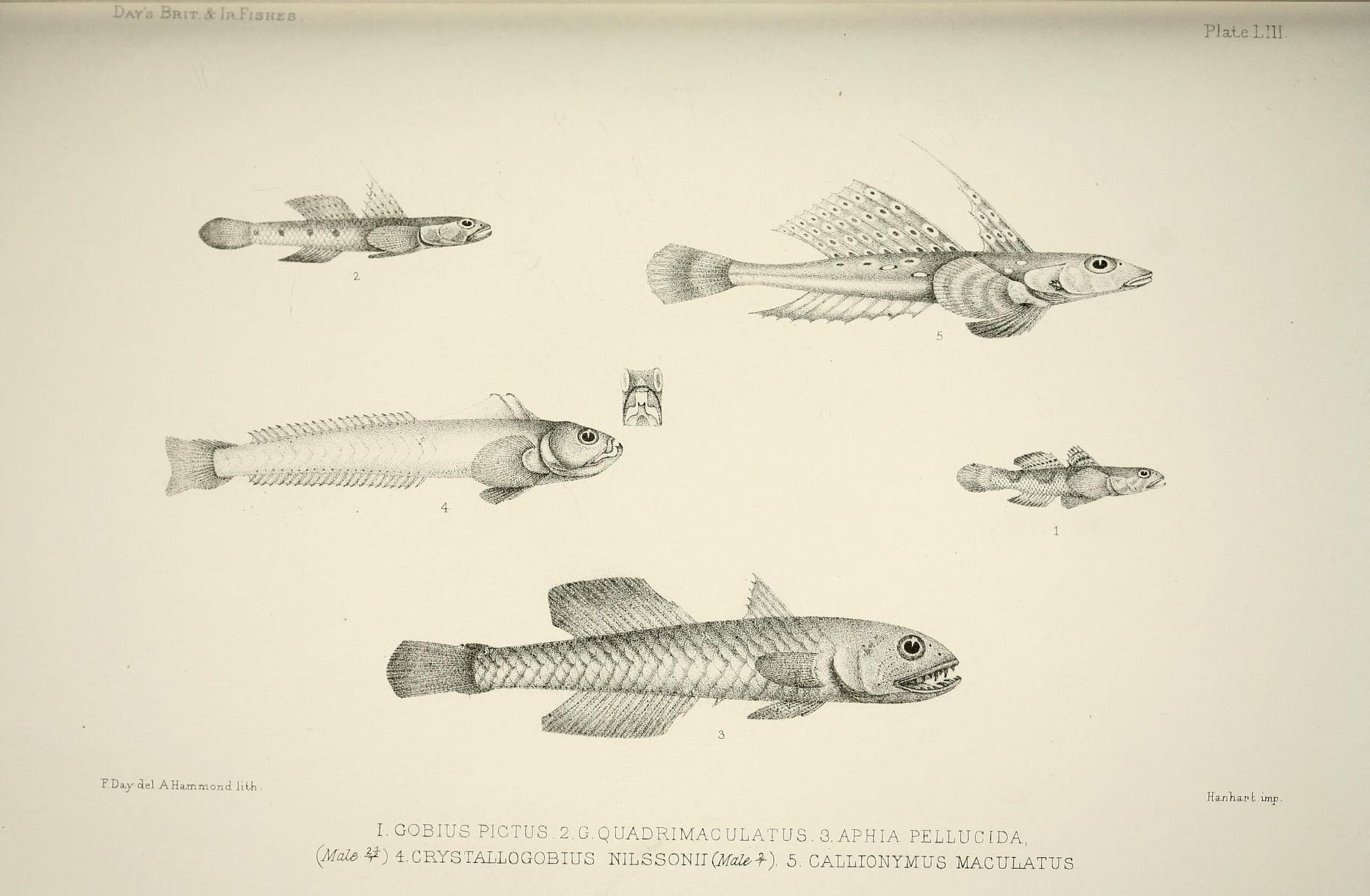
1 – Pomatoschistus pictus, 2 – Deltentosteus quadrimaculatus, 3 – Aphia minuta, 4 – Crystallogobius linearis, 5 – Callionymus maculatus (rysunek wg F. Day w The Fishes of Great Britain and Ireland)

Babka pisana osiąga do 6 cm długości całkowitej. Ciało lekko obniżone, kształtu wrzecionowatego, wydłużone, zwężające się ku ogonowi, z niskim, tak długim jak podstawa drugiej płetwy grzbietowej trzonem ogonowym. Wymiary przykładowego osobnika w odniesieniu do długości całkowitej (osobnik żeński o długości całkowitej 3 cm): długość standardowa – 85,6%, długość ogonowa – 100%, długość przedanalna – 38,1%, długość przedgrzbietowa – 28,4%, długość przedbrzuszna – 18,0%, długość przedpiersiowa – 18,6%, głębokość ciała – 14,7%, długość głowy – 17,8%, średnica położonego górnobocznie oka – 29,0% długości głowy. Głowa dość długa z krótkim i tępo zakończonym pyskiem, z otworem gębowym ułożonym skośnie w kierunku jej czubka. Frontalny otwór nosowy rureczkowaty, pozbawiony czułków. Dwie, położone blisko siebie płetwy grzbietowe – pierwsza z 6 kolcami, druga z 1 kolcem i 8–9 promieniami miękkimi. Jedna płetwa odbytowa, rozpostarta podobnie jak druga płetwa grzbietowa na 1 kolcu i 8–9 promieniach miękkich. Płetwy brzuszne zrośnięte, u ich zbiegu tworzy się przyssawka. Płetwa ogonowa zaokrąglona. Od 36 do 43 łusek w rzędzie wzdłuż boku. Kark i piersi pozbawione łusek. Zredukowany pęcherz pławny, co zdarza się u ryb prowadzących przydenny tryb życia.
Ubarwienie przeważnie jasnobrązowe. Płetwy grzbietowe pokryte dwoma rzędami czarnych plam od nasady, wyżej zdobią je różowe smugi. Bok wzdłuż linii środkowej zdobiony grupami 4–5 plam, przeważnie dwudzielnych.

## Ekologia i zachowanie
Babka ta żyje maksymalnie dwa lata. Dojrzałość płciową osiąga już po pierwszej zimie (jest to charakterystyczne dla wszystkich gatunków z rodzaju Pomatoschistus). Trze się od wiosny do lata (w Morzu Irlandzkim, w pobliżu Wyspy Man od początku kwietnia do lipca). Samica składa gruszkowate w kształcie jaja wielkości 1 mm pod kamieniami lub muszlami. Po wykluciu młode mają około 3 mm długości. W pierwszych tygodniach prowadzą pelagiczny tryb życia. Do dna schodzą w momencie osiągnięcia 1,7–1,8 cm długości.
Babki pisane żywią się głównie małymi organizmami dennymi. Są wśród nich przede wszystkim skorupiaki – widłonogi, m.in. z rzędów Calanoida i Harpacticoida, obunogi oraz torboraki z rzędu Mysida. W diecie rozpoznano także stadia larwalne omułkowatych z rodzaju Mytilus.

## Status i zagrożenia
W 2014 IUCN uznała ją za gatunek najmniejszej troski (LC). Niewiele wiadomo na temat stanu populacji tego gatunku, zakłada się jednak, że jest ona stabilna. Nie są znane również poważniejsze zagrożenia mogące mieć negatywny wpływ na liczebność ryby. Nie ma znaczenia gospodarczego.